# Варняйский район
Варняйский район (лит. Varnių rajonas) — административно-территориальная единица в составе Литовской ССР, существовавшая в 1950—1962 годах. Центр — город Варняй.
Варняйский район был образован в составе Клайпедской области Литовской ССР 20 июня 1950 года. В его состав вошли 3 сельсовета Кельмеского уезда, 11 сельсоветов Ретавского уезда и 15 сельсоветов Тельшяйского уезда.
28 мая 1953 года в связи с ликвидацией Клайпедской области Варняйский район перешёл в прямое подчинение Литовской ССР.
8 декабря 1962 года Варняйский район был упразднён, а его территория разделена между Кельмеским, Тельшяйским и Шилальским районами.